# Vertrag von Preobraschenskoje
Bündnisverträge

Preobraschenskoje (1699) • Dresden (1699) • Narva (1704) • Dresden (1709) • Thorn (1709) • Kopenhagen (1709) • Hannover (1710) • Lutsk (1711) • Adrianopel (1713) • Schwedt (1713) • Stettin (1715) • Berlin (1715) • Greifswald (1715)
Friedensverträge

Traventhal (1700) • Warschau (1705) • Altranstädt (1706) • Pruth (1711) • Frederiksborg (1720) • Stockholm (1719) • Stockholm (1720) • Nystad (1721)  • Stockholm (1729)
Kapitulationen

Estland und Livland (1710)
Der Vertrag von Preobraschenskoje war ein gegen Schweden gerichteter Bündnisvertrag. Er wurde am 11. Novemberjul. / 21. November 1699greg. geschlossen. 
Unterzeichner waren Zar Peter I. und der im Auftrag von König August II. von Polen handelnde Johann Reinhold von Patkul. Der Vertragsschluss geschah in geheimen Verhandlungen in der Siedlung Preobraschenskoje vor den Toren Moskaus. Es ging dabei um die Bildung einer Allianz, der „Nordischen Liga“, gegen die Großmacht Schweden unter König Karl XII., an der sich Russland, Dänemark und die in Personalunion regierten Staaten Polen und Sachsen anschließen sollten.
Patkul war Urheber all dieser Überlegungen, die in den Großen Nordischen Krieg mündeten. Er hatte einige Monate zuvor versucht, ein Bündnis zwischen Dänemark und Brandenburg zusammen mit August dem Starken zustande zu bringen. Doch hatte Kurfürst Friedrich III. daran kein Interesse. Russland konnte sich hingegen mit dem Gedankenspiel einer geplanten Schwächung der schwedischen Position im Ostseeraum anfreunden.
Im Mai 1699 reiste Patkul nach Kopenhagen und gewann den dänischen König Friedrich IV. für den Pakt. Mit umfangreichen Denkschriften überzeugte Patkul August den Starken davon, dass er im Falle eines Sieges Livland annektieren könne. 
Wenig später, im Februar 1700, begann der Große Nordische Krieg.